# Andreas-Peter Weber
Andreas-Peter Weber (* 1961 in Kassel) ist ein deutscher Journalist und Audio-Produzent. Von September 2011 bis Ende März 2021 war er Programmdirektor des Deutschlandradios.

## Leben
Nach dem Abitur leistete Weber den zivilen Ersatzdienst ab. Danach arbeitete er als Deutschlehrer in Japan, bevor er an den Universitäten Bonn und Freiburg Politik, Staatsrecht und Germanistik studierte. Der Abschluss folgte im Jahr 1990 (Magister artium).
Bereits während seines Studiums in Bonn war Weber als Journalist für verschiedene Radioagenturen und Hörfunksender als freier Mitarbeiter tätig.
Von 1992 bis 1997 war er persönlicher Referent der Intendanten des Saarländischen Rundfunks, Manfred Buchwald und Fritz Raff. Außerdem leitete er das ARD-Referat beim SR. Im Jahr 1992 wurde er außerdem Geschäftsführer des Deutsch-Französischen Journalistenpreises. Weber, der mit der französischen Journalistin Jaële Vanuls verheiratet ist, hatte diese Funktion bis 2006 inne.
Seit 1997 war Andreas-Peter Weber Programmchef von SR 1 Europawelle, seit dem Jahr 1999 leitete er zusätzlich die durch ihn gegründete SR-Jugendwelle „103.7 UnserDing“ (bis 2003: „UnserDing“).
Zum 1. Juni 2006 wechselte Weber zum Hessischen Rundfunk, wo er Christian Gramsch als Wellenleiter von hr1 ablöste. Seit 2009 war Andreas-Peter Weber zudem Mitglied der Strategiegruppe „HR 2020“ bei der Geschäftsleitung des Hessischen Rundfunks.
Am 1. September 2011 löste er Günter Müchler als Programmdirektor des Deutschlandradio ab, der in den Ruhestand ging.  In seiner Amtszeit wurde der Umbau der Programmdirektion in Richtung Digitalität vorangebracht: Deutschlandfunk Nova (zunächst „Dradio Wissen“) wurde als anspruchsvolle junge Welle mit einem überdurchschnittlich hohen Wortanteil neu konzipiert, und Deutschlandfunk Kultur (bis 2017 DeutschlandRadio Berlin) umfassend reformiert. Die drei Hörfunkprogramme von Deutschlandradio erreichten unter der Führung von Andreas-Peter Weber laut Media-Analyse zeitweise neue Rekordwerte.
Auf Initiative von Programmdirektor Andreas-Peter Weber verbreitet Deutschlandradio seit 2017 seine Inhalte auch über die Apps „Dlf Audiothek“ und „Dlf – Die Nachrichten“ sowie über zahlreiche Drittplattformen.
Webers Nachfolge beim Deutschlandradio übernahm am 1. April 2021 Jona Teichmann.
Im Jahr 2021 hat Weber zusammen mit Erik Dünnebier das Unternehmen Audiowunder gegründet, das nach eigenen Angaben Podcasts, Hörspiele und weitere Audio-Formate aus den Bereichen Information, Service, Wissen, Kultur und Unterhaltung produziert.